# 川口技研
株式会社川口技研（かわぐちぎけん）は、埼玉県川口市に本社を置くエクステリア製品等の製造を行う企業である。
キャッチコピーは「快適な暮らしを考え続ける。」。

## 概要
- 1946年に「納口建具店」として創業し、1961年に株式化。1966年に現在の社名となる。発明協会の発明奨励賞、日刊工業新聞社賞、グッドデザイン賞など数々の賞を受賞している。川口市の本社のほか、大阪府吹田市に支店を、福島県相馬市に工場を持つ。

## 製品
◆印の付いている製品はCMあり。
- ◆ホスクリーン（室内物干し、屋外物干し）
- ◆OKアミド（微調整が容易な網戸）
- ◆スベラーズ[1]（階段すべり止め材）
- ◆敷居スベリ（敷居溝の摩耗防止テープ）
- レバーハンドル（ドアノブ）
- マドミラン（窓用目隠し材）

## CM
基本的に下記に述べる提供番組を中心にラジオCMを放送中だが、網戸シーズンとなる6月～7月前にかけて不定期でスポットCMを放送する。2012年9月からCMの冒頭に「♪川口技研～」のジングルが挿入されるようになった。またかつてはテレビCMも放送していた。

### 出演者
- 現在 
  - 秋田汐梨（OKアミド・ 2018年〜）
- 過去
  - 長門勇（スベラーズなど・〜2013年6月）

かつてはOKアミドを中心にほとんどの製品のイメージキャラクターとしてPOPや商品パッケージに似顔絵や写真が刷り込まれていた。
- 西秋愛菜（OKアミド・2003年〜2009年）
- 荒井萌（OKアミド・2010年〜2013年）
- 澤田汐音（OKアミド・2014年〜2017年）

### 提供番組
当社と同じ川口市内に送信所を設ける文化放送での提供番組が多い。◆印の付いている番組は単独提供。
- 文化放送

  - ◆川口技研プレゼンツ 久保純子 My Sweet Home （2015年4月5日～）
  - 大竹まこと ゴールデンラジオ!（月～金：天気予報）
  - 武田鉄矢・今朝の三枚おろし （主に4月～7月の間の放送前）
  - 新春スポーツスペシャル箱根駅伝（毎年1月2日・3日）

- NACK5
  - Good Luck! Morning!／2023年3月までは金曜日に放送のレディオ ファントム（8:28頃のMorning Weather）
  - FUNKY FRIDAY（NACK5：2012年4～5月の「あの人に贈りたい From Me To You」コーナーのみ）

- その他
  - テレビ三面記事 ウィークエンダー(日本テレビ：1970年代後半頃まで）
  - 今晩は 吉永小百合です（TBSラジオ：ネット局では提供せず）
  - オールナイトニッポン（ニッポン放送：2013年10月1日～、月曜日～土曜日）
  - ◆チビっ子作文教室（CBCラジオ）
  - ありがとう浜村淳です（平日版）（MBSラジオ：～2024年3月29日、月曜日・水曜日・金曜日、9時台の天気予報とニュースの間）
  - ヤマヒロのぴかッとモーニング（MBSラジオ：2024年4月1日～2025年4月、2025年6月～、月曜日・水曜日・金曜日、9時台の「はびねすくらぶラジオショッピング」コーナーの後）
  - おはようパーソナリティ小縣裕介です/おはようパーソナリティ古川昌希です（ABCラジオ）
  - ◆川口技研プレゼンツ 司馬遼太郎短篇傑作選（ラジオ大阪：ネット局のTBSラジオでも提供）
  - My Humming Time（ラジオNIKKEI第2放送）
  - 未来授業（TOKYO FM：月曜日・水曜日）